# Греко, Джоакино
|   | a | b | c | d | e | f | g | h |   |
| - | --- | --- | --- | --- | --- | --- | --- | --- | - |
| 8 | g8 чёрный король · f7 чёрная ладья · g7 чёрная пешка · h7 чёрная пешка · f6 чёрный слон · f4 белый слон · g4 белый король · a2 белая ладья | g8 чёрный король · f7 чёрная ладья · g7 чёрная пешка · h7 чёрная пешка · f6 чёрный слон · f4 белый слон · g4 белый король · a2 белая ладья | g8 чёрный король · f7 чёрная ладья · g7 чёрная пешка · h7 чёрная пешка · f6 чёрный слон · f4 белый слон · g4 белый король · a2 белая ладья | g8 чёрный король · f7 чёрная ладья · g7 чёрная пешка · h7 чёрная пешка · f6 чёрный слон · f4 белый слон · g4 белый король · a2 белая ладья | g8 чёрный король · f7 чёрная ладья · g7 чёрная пешка · h7 чёрная пешка · f6 чёрный слон · f4 белый слон · g4 белый король · a2 белая ладья | g8 чёрный король · f7 чёрная ладья · g7 чёрная пешка · h7 чёрная пешка · f6 чёрный слон · f4 белый слон · g4 белый король · a2 белая ладья | g8 чёрный король · f7 чёрная ладья · g7 чёрная пешка · h7 чёрная пешка · f6 чёрный слон · f4 белый слон · g4 белый король · a2 белая ладья | g8 чёрный король · f7 чёрная ладья · g7 чёрная пешка · h7 чёрная пешка · f6 чёрный слон · f4 белый слон · g4 белый король · a2 белая ладья | 8 |
| 7 | g8 чёрный король · f7 чёрная ладья · g7 чёрная пешка · h7 чёрная пешка · f6 чёрный слон · f4 белый слон · g4 белый король · a2 белая ладья | g8 чёрный король · f7 чёрная ладья · g7 чёрная пешка · h7 чёрная пешка · f6 чёрный слон · f4 белый слон · g4 белый король · a2 белая ладья | g8 чёрный король · f7 чёрная ладья · g7 чёрная пешка · h7 чёрная пешка · f6 чёрный слон · f4 белый слон · g4 белый король · a2 белая ладья | g8 чёрный король · f7 чёрная ладья · g7 чёрная пешка · h7 чёрная пешка · f6 чёрный слон · f4 белый слон · g4 белый король · a2 белая ладья | g8 чёрный король · f7 чёрная ладья · g7 чёрная пешка · h7 чёрная пешка · f6 чёрный слон · f4 белый слон · g4 белый король · a2 белая ладья | g8 чёрный король · f7 чёрная ладья · g7 чёрная пешка · h7 чёрная пешка · f6 чёрный слон · f4 белый слон · g4 белый король · a2 белая ладья | g8 чёрный король · f7 чёрная ладья · g7 чёрная пешка · h7 чёрная пешка · f6 чёрный слон · f4 белый слон · g4 белый король · a2 белая ладья | g8 чёрный король · f7 чёрная ладья · g7 чёрная пешка · h7 чёрная пешка · f6 чёрный слон · f4 белый слон · g4 белый король · a2 белая ладья | 7 |
| 6 | g8 чёрный король · f7 чёрная ладья · g7 чёрная пешка · h7 чёрная пешка · f6 чёрный слон · f4 белый слон · g4 белый король · a2 белая ладья | g8 чёрный король · f7 чёрная ладья · g7 чёрная пешка · h7 чёрная пешка · f6 чёрный слон · f4 белый слон · g4 белый король · a2 белая ладья | g8 чёрный король · f7 чёрная ладья · g7 чёрная пешка · h7 чёрная пешка · f6 чёрный слон · f4 белый слон · g4 белый король · a2 белая ладья | g8 чёрный король · f7 чёрная ладья · g7 чёрная пешка · h7 чёрная пешка · f6 чёрный слон · f4 белый слон · g4 белый король · a2 белая ладья | g8 чёрный король · f7 чёрная ладья · g7 чёрная пешка · h7 чёрная пешка · f6 чёрный слон · f4 белый слон · g4 белый король · a2 белая ладья | g8 чёрный король · f7 чёрная ладья · g7 чёрная пешка · h7 чёрная пешка · f6 чёрный слон · f4 белый слон · g4 белый король · a2 белая ладья | g8 чёрный король · f7 чёрная ладья · g7 чёрная пешка · h7 чёрная пешка · f6 чёрный слон · f4 белый слон · g4 белый король · a2 белая ладья | g8 чёрный король · f7 чёрная ладья · g7 чёрная пешка · h7 чёрная пешка · f6 чёрный слон · f4 белый слон · g4 белый король · a2 белая ладья | 6 |
| 5 | g8 чёрный король · f7 чёрная ладья · g7 чёрная пешка · h7 чёрная пешка · f6 чёрный слон · f4 белый слон · g4 белый король · a2 белая ладья | g8 чёрный король · f7 чёрная ладья · g7 чёрная пешка · h7 чёрная пешка · f6 чёрный слон · f4 белый слон · g4 белый король · a2 белая ладья | g8 чёрный король · f7 чёрная ладья · g7 чёрная пешка · h7 чёрная пешка · f6 чёрный слон · f4 белый слон · g4 белый король · a2 белая ладья | g8 чёрный король · f7 чёрная ладья · g7 чёрная пешка · h7 чёрная пешка · f6 чёрный слон · f4 белый слон · g4 белый король · a2 белая ладья | g8 чёрный король · f7 чёрная ладья · g7 чёрная пешка · h7 чёрная пешка · f6 чёрный слон · f4 белый слон · g4 белый король · a2 белая ладья | g8 чёрный король · f7 чёрная ладья · g7 чёрная пешка · h7 чёрная пешка · f6 чёрный слон · f4 белый слон · g4 белый король · a2 белая ладья | g8 чёрный король · f7 чёрная ладья · g7 чёрная пешка · h7 чёрная пешка · f6 чёрный слон · f4 белый слон · g4 белый король · a2 белая ладья | g8 чёрный король · f7 чёрная ладья · g7 чёрная пешка · h7 чёрная пешка · f6 чёрный слон · f4 белый слон · g4 белый король · a2 белая ладья | 5 |
| 4 | g8 чёрный король · f7 чёрная ладья · g7 чёрная пешка · h7 чёрная пешка · f6 чёрный слон · f4 белый слон · g4 белый король · a2 белая ладья | g8 чёрный король · f7 чёрная ладья · g7 чёрная пешка · h7 чёрная пешка · f6 чёрный слон · f4 белый слон · g4 белый король · a2 белая ладья | g8 чёрный король · f7 чёрная ладья · g7 чёрная пешка · h7 чёрная пешка · f6 чёрный слон · f4 белый слон · g4 белый король · a2 белая ладья | g8 чёрный король · f7 чёрная ладья · g7 чёрная пешка · h7 чёрная пешка · f6 чёрный слон · f4 белый слон · g4 белый король · a2 белая ладья | g8 чёрный король · f7 чёрная ладья · g7 чёрная пешка · h7 чёрная пешка · f6 чёрный слон · f4 белый слон · g4 белый король · a2 белая ладья | g8 чёрный король · f7 чёрная ладья · g7 чёрная пешка · h7 чёрная пешка · f6 чёрный слон · f4 белый слон · g4 белый король · a2 белая ладья | g8 чёрный король · f7 чёрная ладья · g7 чёрная пешка · h7 чёрная пешка · f6 чёрный слон · f4 белый слон · g4 белый король · a2 белая ладья | g8 чёрный король · f7 чёрная ладья · g7 чёрная пешка · h7 чёрная пешка · f6 чёрный слон · f4 белый слон · g4 белый король · a2 белая ладья | 4 |
| 3 | g8 чёрный король · f7 чёрная ладья · g7 чёрная пешка · h7 чёрная пешка · f6 чёрный слон · f4 белый слон · g4 белый король · a2 белая ладья | g8 чёрный король · f7 чёрная ладья · g7 чёрная пешка · h7 чёрная пешка · f6 чёрный слон · f4 белый слон · g4 белый король · a2 белая ладья | g8 чёрный король · f7 чёрная ладья · g7 чёрная пешка · h7 чёрная пешка · f6 чёрный слон · f4 белый слон · g4 белый король · a2 белая ладья | g8 чёрный король · f7 чёрная ладья · g7 чёрная пешка · h7 чёрная пешка · f6 чёрный слон · f4 белый слон · g4 белый король · a2 белая ладья | g8 чёрный король · f7 чёрная ладья · g7 чёрная пешка · h7 чёрная пешка · f6 чёрный слон · f4 белый слон · g4 белый король · a2 белая ладья | g8 чёрный король · f7 чёрная ладья · g7 чёрная пешка · h7 чёрная пешка · f6 чёрный слон · f4 белый слон · g4 белый король · a2 белая ладья | g8 чёрный король · f7 чёрная ладья · g7 чёрная пешка · h7 чёрная пешка · f6 чёрный слон · f4 белый слон · g4 белый король · a2 белая ладья | g8 чёрный король · f7 чёрная ладья · g7 чёрная пешка · h7 чёрная пешка · f6 чёрный слон · f4 белый слон · g4 белый король · a2 белая ладья | 3 |
| 2 | g8 чёрный король · f7 чёрная ладья · g7 чёрная пешка · h7 чёрная пешка · f6 чёрный слон · f4 белый слон · g4 белый король · a2 белая ладья | g8 чёрный король · f7 чёрная ладья · g7 чёрная пешка · h7 чёрная пешка · f6 чёрный слон · f4 белый слон · g4 белый король · a2 белая ладья | g8 чёрный король · f7 чёрная ладья · g7 чёрная пешка · h7 чёрная пешка · f6 чёрный слон · f4 белый слон · g4 белый король · a2 белая ладья | g8 чёрный король · f7 чёрная ладья · g7 чёрная пешка · h7 чёрная пешка · f6 чёрный слон · f4 белый слон · g4 белый король · a2 белая ладья | g8 чёрный король · f7 чёрная ладья · g7 чёрная пешка · h7 чёрная пешка · f6 чёрный слон · f4 белый слон · g4 белый король · a2 белая ладья | g8 чёрный король · f7 чёрная ладья · g7 чёрная пешка · h7 чёрная пешка · f6 чёрный слон · f4 белый слон · g4 белый король · a2 белая ладья | g8 чёрный король · f7 чёрная ладья · g7 чёрная пешка · h7 чёрная пешка · f6 чёрный слон · f4 белый слон · g4 белый король · a2 белая ладья | g8 чёрный король · f7 чёрная ладья · g7 чёрная пешка · h7 чёрная пешка · f6 чёрный слон · f4 белый слон · g4 белый король · a2 белая ладья | 2 |
| 1 | g8 чёрный король · f7 чёрная ладья · g7 чёрная пешка · h7 чёрная пешка · f6 чёрный слон · f4 белый слон · g4 белый король · a2 белая ладья | g8 чёрный король · f7 чёрная ладья · g7 чёрная пешка · h7 чёрная пешка · f6 чёрный слон · f4 белый слон · g4 белый король · a2 белая ладья | g8 чёрный король · f7 чёрная ладья · g7 чёрная пешка · h7 чёрная пешка · f6 чёрный слон · f4 белый слон · g4 белый король · a2 белая ладья | g8 чёрный король · f7 чёрная ладья · g7 чёрная пешка · h7 чёрная пешка · f6 чёрный слон · f4 белый слон · g4 белый король · a2 белая ладья | g8 чёрный король · f7 чёрная ладья · g7 чёрная пешка · h7 чёрная пешка · f6 чёрный слон · f4 белый слон · g4 белый король · a2 белая ладья | g8 чёрный король · f7 чёрная ладья · g7 чёрная пешка · h7 чёрная пешка · f6 чёрный слон · f4 белый слон · g4 белый король · a2 белая ладья | g8 чёрный король · f7 чёрная ладья · g7 чёрная пешка · h7 чёрная пешка · f6 чёрный слон · f4 белый слон · g4 белый король · a2 белая ладья | g8 чёрный король · f7 чёрная ладья · g7 чёрная пешка · h7 чёрная пешка · f6 чёрный слон · f4 белый слон · g4 белый король · a2 белая ладья | 1 |
|   | a | b | c | d | e | f | g | h |   |

Джоакино Греко (итал. Gioachino Greco, 1 января 1600, Челико, Калабрия — 1634, Антильские острова) — сильнейший шахматист XVII века. Представитель итальянской шахматной школы.

## Биография
Уроженец Калабрии (Италия) — отсюда историческое прозвище «Калабриец».
C успехом гастролировал при королевских дворах Франции, Англии, Испании, чем немало способствовал распространению шахмат в этих странах.
Автор рукописных трактатов о шахматах; разные редакции с примечаниями и шахматными вариантами датированы 1619—1625, один из них содержит 150 прокомментированных партий. Этот труд многократно переиздавался после смерти маэстро (впервые в Англии в 1636 году). Дебютные анализы королевского гамбита, итальянской партии.
Показал ярко выраженную наступательную стратегию игры — стремление к жертвам материала ради выигрыша времени для мобилизации сил, открытия линий и организации атаки на короля противника. Подготовка к нападению на короля начиналась, как правило, уже в дебюте.
Первый выдающийся шахматист романтического стиля, его называют ярчайшим представителем ранней итальянской школы.
Последние годы жизни провёл главным образом в Мадриде при дворе короля Филиппа IV. Умер в Вест-Индии.

## Партии
Все партии, приведенные в сборнике, велись против анонимного игрока (NN). В них разобраны простейшие комбинации и ловушки в дебюте. Некоторые партии до сих пор имеют педагогическую ценность.
Итальянская шахматная федерация учредила памятную медаль имени Греко, первым её лауреатом стал М.Ботвинник, который считал, что Греко был основоположником комбинационной игры (статья Ботвинника «Роль Греко в развитии шахмат», 1985) .

Пример партии на спёртый мат.
[Event "Miscellaneous Game"]
[Site "?"]
[Date "1620.??.??"]
[EventDate "?"]
[Round "12"]
[Result "0-1"]
[White "NN"]
[Black "Gioachino Greco"]
[ECO "C50"]
[WhiteElo "?"]
[BlackElo "?"]
[PlyCount "26"]
[FEN "rnbqkbnr/pppppppp/8/8/8/8/PPPPPPPP/RNBQKBNR w KQkq - 0 1"]
1.e4 e5 2.Nf3 Nc6 3.Bc4 Bc5 4.O-O Nf6 5.Re1 O-O 6.c3 Qe7 7.d4
exd4 8.e5 Ng4 9.cxd4 Nxd4 10.Nxd4 Qh4 11.Nf3 Qxf2+ 12.Kh1 Qg1+
13.Nxg1 Nf2# 0-1
Пример партии с жертвой ферзя.
[Event "Rome"]
[Site "Rome ITA"]
[Date "1619.??.??"]
[EventDate "?"]
[Round "?"]
[Result "1-0"]
[White "Gioachino Greco"]
[Black "NN"]
[ECO "B00"]
[WhiteElo "?"]
[BlackElo "?"]
[PlyCount "15"]
[FEN "rnbqkbnr/pppppppp/8/8/8/8/PPPPPPPP/RNBQKBNR w KQkq - 0 1"]
1.e4 b6 2.d4 Bb7 3.Bd3 f5 4.exf5 Bxg2 5.Qh5+ g6 6.fxg6 Nf6
7.gxh7 Nxh5 8.Bg6# 1-0